# Женская сборная Турции по хоккею на траве
Женская сборная Турции по хоккею на траве — женская сборная по хоккею на траве, представляющая Турцию на международной арене. Управляющим органом сборной выступает Федерация хоккея на траве Турции (тур. Türkiye Hokey Federasyonu, англ. Turkish Hockey Federation).
Сборная занимает (по состоянию на 6 июля 2015) 36-е место в рейтинге Международной федерации хоккея на траве (FIH).

## Результаты выступлений

### Мировая лига
- 2012/13 — 38-45-е место (выбыли в 1-м раунде)
- 2014/15 — 37-е место (выбыли в 1-м раунде)

### Чемпионат Европы (III дивизион)
(EuroHockey Nations Challenge III, до 2011 назывался EuroHockey Nations Challenge I)
- 2005 — 8-е место[2]
- 2007 — 6-е место[3]
- 2011 — 4-е место[4]
- 2013 — 4-е место[5]